# امامزاده ابراهیم سیوند
امامزاده ابراهیم سیوند
بقعه امامزاده ابراهیم:ازنوادگان امام موسی کاظم که کودک بوده‌است. زمین‌های اطراف این امامزاده بارها بر اثر طغیان رود سیوندزیر آب رفته اما به امامزاده هیچ آسیبی نرسیده‌است. این امامزاده در شرق سیوند کنونی قرار دارد.